# Sinistre ossessioni
Sinistre ossessioni (The Passion of Darkly Noon), conosciuto in Italia anche coi titoli Darkly Noon - Il giorno del castigo e Passeggiata nel buio, è un film del 1995 scritto e diretto da Philip Ridley.
Darkly, l'inusuale nome del protagonista, deriva da un passaggio della Bibbia, l'inno alla carità, che dice: "Now we see through a glass, darkly..." ovvero "Ora infatti vediamo come per mezzo di uno specchio, in modo oscuro".

## Trama
Darkly Noon è un giovane che ha trascorso gran parte della vita al fianco di genitori ultraconservatori devoti al culto cristiano. Dopo la morte dei genitori Darkly vaga confuso e senza meta nei boschi del Nord Carolina, viene ritrovato da Jude che lo consegna all'amica Callie per curarlo. Durante il suo soggiorno a casa di Callie, Darkly entra in conflitto con la educazione religiosa e la nascente attrazione che nutre per la donna. La frustrazione di Darkly aumenta quando Clay il ragazzo muto di Callie, torna, dopo essere stato assente per qualche giorno. I conflitti e la rabbia infinita di Darkly porteranno la storia ad eventi tragici.